# Hipótesis anatolia
La hipótesis anatolia o hipótesis de Anatolia es una teoría que sitúa el hogar original de los protoindoeuropeos en Anatolia en la época neolítica y asocia la propagación de las lenguas indoeuropeas históricas a su expansión junto con la revolución neolítica durante los milenios VII y VI a. C. La principal hipótesis alternativa es la hipótesis de los kurganes.

## Hipótesis anatolia
El arqueólogo británico Colin Renfrew propuso en 1987 que hubo una expansión indoeuropea hacia Europa desde Anatolia que comenzó en el VII milenio a. C., junto con el avance de la agricultura. En consecuencia, la mayor parte de los habitantes de la Europa neolítica hablarían lenguas indoeuropeas y posteriormente nuevas migraciones habrían reemplazado estas primeras lenguas por otras variedades de indoeuropeo.
La fuerza principal de esta hipótesis estriba en que se asocia a un fenómeno arqueológico conocido, la difusión de la agricultura, que se considera lo suficientemente importante como para provocar cambios importantes en la población de un territorio.

## Controversias
Esta hipótesis es controvertida para los lingüistas, pues algunos reclaman que de la comparación del repertorio de palabras significativas no parece que los indoeuropeos sean un pueblo de agricultores, sino al contrario, un pueblo guerrero, cuyos ideales parecen ser los de los llamados "sociedad heroica" de la Edad del Bronce. Además, muchos elementos del vocabulario son problemáticos al querer validar la hipótesis anatolia. Por ejemplo, el sustantivo que designa al caballo está presente en todas las lenguas indoeuropeas, sin embargo el caballo no fue introducido en Anatolia sino más tarde.
Para Bernard Sergen, Renfrew construye su modelo mediante "deformaciones" y "elecciones arbitrarias" de los hechos científicos que fundan la hipótesis de los kurganes.
Para Jean Haudry, la hipótesis anatolia es poco probable pues los préstamos de vocabulario heredados permiten excluir las regiones de clima mediterráneo ya que la vegetación característica está «completamente ausente del léxico indoeuropeo».

## Hipótesis balcánica
Más recientemente, Renfrew se ha unido a la hipótesis de Igor Diakonov que propone el sudeste de Europa como origen de los indoeuropeos. La región balcánica danubiense tendría según esta hipótesis la ventaja de ser el centro de diferentes vías de una progresiva inmigración de los protoindoeuropeos.